# Cobitis calderoni
Cobitis calderoni är en bottenlevande sötvattensfisk i familjen nissögefiskar som finns i Spanien och Portugal. 

## Utseende
Cobitis calderoni är en mycket långsmal fisk med en rund kropp och nedåtriktad mun, omgiven av tre par skäggtömmar. Den har flera längsrader av svarta fläckar mot ljus botten. Fläckarna ökar i storlek mot buken. Som många nissögefiskar har arten bakom ögat en tagg som den kan resa upp som försvar mot fiender. Hanen kan bli 10 cm lång, honan 6,5 cm.

## Vanor
Arten lever i vattendrag där den föredrar klart, grunt, syrerikt vatten med grus- eller stenbotten. Den är tämligen kortlivad, och lever inte längre än högst 3 år. Arten är äggläggande, och könsmognaden inträffar omkring ett års ålder. Födan består främst av vattenlevande, ryggradslösa djur.

## Status
Cobitis calderoni är klassificerad som starkt hotad ("EN") av IUCN (underklassificering "A2ace+3ce"), och populationen har minskat kraftigt på senare år. Främsta hoten är habitatförlust till följd av grustäkt, vattenföroreningar och inplantering av främmande fiskarter.

## Utbredning
Utbredningsområdet omfattar Dueros, Ebros och Tajos flodområden i Spanien och Portugal.